# Benperydol
Benperydol, benperidol – organiczny związek chemiczny, pochodna butyrofenonu, stosowany jako lek przeciwpsychotyczny. Został opracowany przez Janssen Pharmaceutica w 1965 roku. Jest jednym z najsilniejszych leków przeciwpsychotycznych na europejskim rynku farmaceutycznym. Z przeglądu systematycznego badań klinicznych Cochrane Collaboration z roku 2005 wynika, że brakuje randomizowanych badań klinicznych mogących jednoznacznie wykazać skuteczność benperydolu w leczeniu schizofrenii; autorzy zwrócili też uwagę, że interesujący profil leku zasługuje na dalsze badania.
Benperydol stosowany jest do tłumienia popędu seksualnego u sprawców przestępstw seksualnych.

## Mechanizm działania
Benperydol ma wysokie powinowactwo do receptorów dopaminergicznych D2 (Ki = 0,02) i D4 (Ki = 0,06). Badania na zwierzętach sugerowały wysokie powinowactwo do receptorów serotoninergicznych 5-HT2A (Ki = 1,2–3,7).

## Preparaty
Benperydol dostępny jest w niektórych krajach w postaci preparatów:
- Anquil (Janssen – Wielka Brytania, Irlandia)
- Benperidol-neuraxpharm (neuraxpharm – Niemcy)
- Concilium (Bago – Argentyna)
- Frenactil (Janssen – Belgia, Luksemburg, Holandia)
- Glianimon (Bayer – Niemcy)
- Glianimon (Tropon – Grecja).